# Franz Böhme
Franz Friedrich Böhme (Zeltweg, Austria; 15 de abril de 1885-Núremberg, Alemania; 29 de mayo de 1947) fue un general del ejército alemán y criminal de guerra que se desempeñó como comandante del 20.º Ejército de Montaña y comandante general en Serbia y comandante en jefe durante la ocupación de Noruega por la Alemania Nazi.

## Biografía
Su padre murió en 1902, cuando Franz tenía 17 años, y su madre María Ludmilla, de soltera Stremayr, un año más tarde. En 1929 se casó con Romana Maria Hüller von Hüllenried, la hija del general Karl Rudolf Hüller von Hüllenried.

### En las guerras
En 1900 ingresó en el Ejército austrohúngaro como cadete. Participó como oficial de operaciones y de estado mayor en varios departamentos durante la Primera Guerra Mundial. En 1920 se incorporó al nuevo Ejército austríaco (Bundesheer), convirtiéndose en comandante de brigada en 1927. Durante la guerra de Italia contra Abisinia (Etiopía), Böhme participó como observador asignado a las fuerzas italianas allí en 1936. Poco antes de que Austria se incorporara al Imperio alemán mediante el Anschluss en marzo de 1938, Böhme se convirtió en Comandante Supremo del Ejército austríaco. Ese mismo mes, ingresó en el Ejército alemán.
Durante la Segunda Guerra participó en la Invasión de Polonia de 1939 y en la Batalla de Francia de 1940. Del 16 de septiembre de 1940 al 2 de diciembre de 1941 fue comandante General del territorio ocupado de Serbia. Bajo su gestión y por orden de Hitler, aplicó duras represalias en territorio serbio para contener la acción partisana. Como resultado fueron ejecutados miles de civiles de todos los grupos etarios.
En 1944 sufrió un grave accidente aéreo. En 1945 fue Comandante en jefe durante la ocupación de Noruega por la Alemania Nazi.

### Juicio y suicidio
Tras su captura en Noruega, fue procesado en el Juicio de los rehenes en el marco de los Juicios Secundarios de Núremberg y acusado por los crímenes cometidos en Serbia, cuando controló la región al principio de la guerra. Estableció la cuota de las acciones de represalia contra los serbios, asesinando a cien por cada alemán muerto y cincuenta por cada herido. Se suicidó el 29 de mayo de 1947 saltando del cuarto piso de la prisión en la que se encontraba, ante el riesgo de ser condenado y extraditado a Yugoslavia. Su cuerpo fue inhumado en Graz.